# Isosthénurie
L'isosthénurie est l'excrétion d'une urine ayant une densité identique à celle du plasma sanguin dépourvu de ses protéines, typiquement de 1,008 à 1,012. L'isosthénurie reflète les dommages aux tubules du rein ou à la médullaire rénale. 
L' hyposthénurie concerne une urine ayant une densité relative relativement basse  bien qu'elle ne soit pas nécessairement égale à celle du plasma. Par conséquent, contrairement à l'isosthénurie, cette affection n'est pas associée à une insuffisance rénale car les tubules rénaux ont altéré le filtrat glomérulaire. 

## Signification clinique
L'isosthénurie peut être observée dans les états pathologiques comme une insuffisance rénale chronique et aiguë dans laquelle les reins n'ont pas la capacité de concentrer ou de diluer l'urine. De cette manière, le filtrat initial du sang reste inchangé malgré le besoin de conserver ou d'excréter de l'eau en fonction du statut d'hydratation du corps. 
Le trait drépanocytaire, la forme hétérozygote de la drépanocytose, présente un tableau hématologique normal mais est associé à une isosthénurie. 

## Voir également
- Hypersténurie